# Michiel Smit
Michiel Jorg Smit (Maasland, 21 augustus 1976) is een voormalig Nederlands politicus. Hij was van 2002 tot 2006 gemeenteraadslid in Rotterdam voor Leefbaar Rotterdam en is oprichter van de voormalige extreemrechtse politieke partij Nieuw Rechts.

## Levensloop
Smit studeerde economie aan de Erasmus Universiteit en maakte naam als internetondernemer. In zijn studententijd was hij actief voor de Rotterdamse afdeling van de VVD. Hij kwam in 2002 in de gemeenteraad van Rotterdam als lid van Leefbaar Rotterdam. Hij was fractiesecretaris en zat naast Pim Fortuyn in de raad. Voor deze partij verrichtte hij werk als lid van een aantal commissies. Smit raakte in opspraak door zijn contacten met het Vlaams Blok, het actief zijn op het neonazistische internetforum Stormfront en het extreemrechtse internetforum Polinco.
Bij de Tweede Kamerverkiezingen 2003 stond hij tweede op de kandidatenlijst van DeConservatieven.nl. In februari 2003 raakte Smit in conflict met LR-fractievoorzitter Ronald Sørensen en werd hij uit de LR-fractie gezet. Hij begon een nieuwe partij, genaamd Nieuw Rechts. In juni 2004 deed hij met zijn partij voor het eerst mee met de verkiezingen en behaalde bij de Europese Verkiezingen bijna 16.000 stemmen.
Smit heeft het regelmatig aan de stok gehad met linkse groeperingen als de Internationale Socialisten, die onder meer verhinderden dat hij sprak op een politieke bijeenkomst van een Marokkaans jongerencentrum in Amsterdam. De aangevoerde reden voor de blokkade was dat men "geen podium moet geven aan extreemrechtse personen".
In 2002 werd Smit door Haitske van de Linde in het tv-programma Barend & Van Dorp uitgemaakt voor "zo’n beetje de grootste neonazi uit de Nederlandse politiek". Smit klaagde Van de Linde aan, en in 2005 werd zij veroordeeld tot een boete wegens belediging, maar in hoger beroep volgde vrijspraak omdat Smit zelf aanleiding had gegeven voor de kwalificatie.
In 2004 bracht Smit het boek 'Nederland op zijn kop' uit met daarin zijn politieke opvattingen over tal van onderwerpen. Op verschillende weblogs doken in 2004 foto’s op waarop Smit zittend voor een vlag met een keltisch kruis en de tekst White Pride World Wide te zien is, in een kamer waar ook militaria te zien zijn. In het najaar van 2005 gaf Smit zijn tweede boek uit over veiligheid en zelfverdediging. Het boek Veiligheid. Doe het zelf. Meer wapens, minder misdaad was een pleidooi voor een vergaand recht op zelfverdediging van burgers, waaronder wapenbezit.

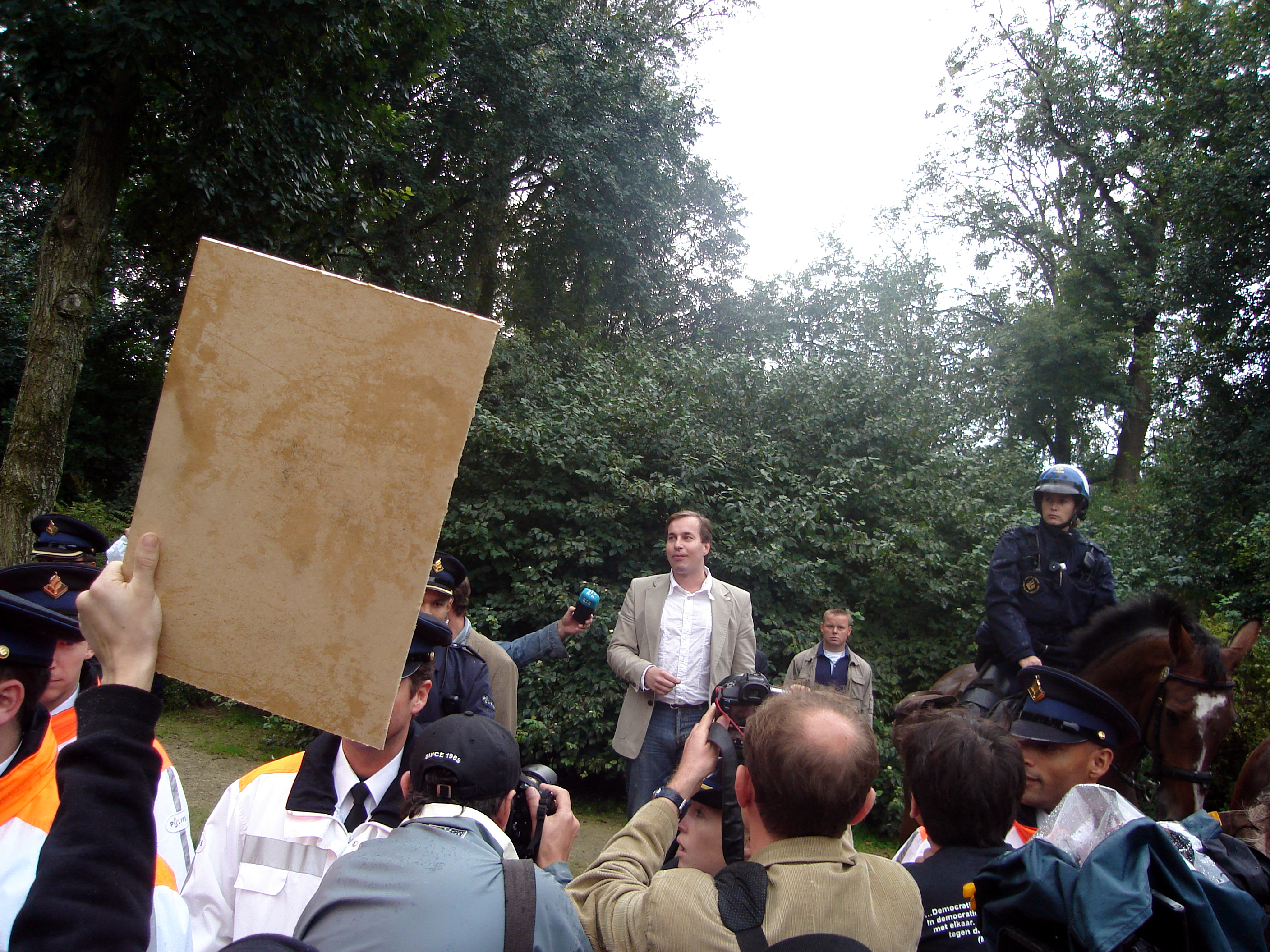
Michiel Smit op 1 oktober 2006

Bij de gemeenteraadsverkiezingen van maart 2006 was Smit lijsttrekker van Nieuw Rechts in Rotterdam. Met 0,7 procent van de stemmen kwam de partij echter tekort voor een zetel, waardoor Smit uit de Rotterdamse raad verdween. Ondertussen liep een rechtszaak waarin de gemeente Rotterdam ongeveer 45.000 euro terugeiste van Smit, omdat hij over 2003 en 2004 niet tijdig verantwoording had afgelegd over ontvangen fractievergoedingen. In april 2006 wees een voorzieningenrechter in een kort geding de claim van de gemeente vooralsnog af, omdat de zaak geen spoedeisend karakter zou hebben.
In november 2006 was Smit namens Nieuw Rechts lijsttrekker bij de gemeenteraadsverkiezing in Lansingerland, die plaatsvond vanwege een gemeentelijke herindeling. Nieuw Rechts haalde 4,3 procent van de stemmen en daarmee een zetel. In de raadsvergadering van 29 maart 2007 werd Smit als gemeenteraadslid geïnstalleerd.
Smit is meerdere malen met de dood bedreigd. Eind juli 2006 werd de voornaamste bedreiger van Smit opgepakt. De bedreiger had meerdere bedreigingen van rechtse politici, onder wie Rita Verdonk en Geert Wilders, op zijn naam staan.
In september 2007 werd bekend dat Smit, die in een lastig parket zou verkeren wegens vermeende financiële claims op zijn persoon, samenwoonde met partijgenoot Robin Tolsma in Almelo. Smit stapte die maand uit de gemeenteraad van Lansingerland, naar eigen zeggen omdat hij zijn werk niet goed kon doen door doodsbedreigingen. De gemeente Lansingerland had hem eerder te kennen gegeven dat hij geen recht had op zijn zetel, omdat hij niet in de gemeente woonde.

## Diversen
- Smit was te horen op de verzamel-cd Houden van Nederland van zanger Armando Monsanto, waarop verschillende rechtse standpunten werden bezongen. Een nummer van deze cd was 'Ojee! alweer een moskee' wat een aantal jaren later voor controverse zorgde toen Filip Dewinter het uit liet brengen als 'Oh nee, alweer een moskee'.
- Op de website van Nieuw Rechts werd in februari 2006 bericht dat de Iraanse grootayatollah Ali Khamenei een prijs van $200.000 had gezet op het leven van Smit. De bedreiging zou per e-mail zijn geuit.
- Smit schreef twee brochures:
  - Nederland op z'n kop : het einde van de democratie in Nederland, (2004) 60 blz. Met een voorwoord van Filip Dewinter. ISBN 908088331X;
  - Veiligheid, doe het ZELF! - meer wapens, minder misdaad, (2005) 63 blz. ISBN 9086520014.

- International Standard Name Identifier: 0000 0003 9001 0693
- Nederlandse Thesaurus van Auteursnamen: 271296828
- Virtual International Authority File: 283522043
- WorldCat: E39PBJg8Hj9McX4Y9p9RhJtR8C